# میته، برلین
میته (به آلمانی: Bezirk Mitte) یک منطقهٔ مسکونی در آلمان است که در برلین واقع شده‌است. میته ۳۷۴٬۰۰۰ نفر جمعیت دارد.

## خواهرخوانده
شهرهای هیگاشی‌اوساکا، اوساکا، شوالم-ادر، بتتروپ، کاسل، خولون، شینجوکو-کو، توکیو، تسووانو، شیمانه، تورکوآن، ترزواروش، Central Administrative Okrug، بی‌اوغلو (استانبول)، لان-دیل، هام، دراباک و چاویانگ خواهرخوانده‌های میته، برلین هستند.